# For Whom the Bell Tolls (Metallica)
 For alternative betydninger, se For Whom the Bell Tolls. (Se også artikler, som begynder med For Whom the Bell Tolls)
"For Whom the Bell Tolls" er en sang af thrash metal-bandet Metallica fra deres andet album Ride the Lightning. Nummeret blev komponeret af Cliff Burton, James Hetfield, og Lars Ulrich. Den kromatiske introduktion som tit bliver forvekslet med en guitar er faktisk Cliff Burton der spiller på bas med forvrængede lyd og en wah-wah-pedal. Introen blev skrevet af Burton inden han sluttede sig til Metallica. Burton spillede den første gang i en 12 minutter lang jam i en kamp mod andre bands da han var medlem af Agents of Misfortune.
Sangen kommer fra et afsnit i bogen For Whom the Bell Tolls (en) af Ernest Hemingway hvor fem internationale brigadesoldater fra den Spanske Borgerkrig forsøger at flygte fra fascisterne på deres stjålne heste. De bliver dog dræbt af fjendtlige fly på den bakke hvor de blev omringet. 
Sangen var også med på Metallicas live album S&M som Metallica indspillede i samarbejde med San Franciscos symfoniorkester

## Andre udgaver
Liveudgaven af "For Whom The Bell Tolls" begynder traditionelt med en bassolo til minde om Burton.

### Coverversioner
- Bandet Apocalyptica har indspillet en version af nummeret på deres album Inquisition Symphony fra 1998.
- Moonsorrow udgav i 2008 EP'en Tulimyrsky som inkluderer en coverversion på 7:43, hvilket er over to minutter mere end den originale version.
- Punkbandet Sum 41 lavede en delvis coverversion af sangen til Metallica's MTV Icon special i 2003. I 2009 spillede de et helt sæt af Metallica's numre bl.a. "For Whom the Bell Tolls"